# Arbignieu
Arbignieu és un antic municipi francès, situat al departament de l'Ain i a la regió d'Alvèrnia-Roine-Alps. L'any 2007 tenia 469 habitants.
L'1 de gener de 2016, Arbignieu va fusionar amb Saint-Bois i formar el municipi nou de Arboys-en-Bugey.

## Demografia

### Població
El 2007 la població de fet d'Arbignieu era de 469 persones. Hi havia 198 famílies de les quals 36 eren unipersonals (16 homes vivint sols i 20 dones vivint soles), 83 parelles sense fills, 59 parelles amb fills i 20 famílies monoparentals amb fills.
La població ha evolucionat segons el següent gràfic:
Habitants censats

### Habitatges
El 2007 hi havia 263 habitatges, 194 eren l'habitatge principal de la família, 48 eren segones residències i 21 estaven desocupats. 256 eren cases i 7 eren apartaments. Dels 194 habitatges principals, 160 estaven ocupats pels seus propietaris, 26 estaven llogats i ocupats pels llogaters i 8 estaven cedits a títol gratuït; 2 tenien dues cambres, 23 en tenien tres, 45 en tenien quatre i 125 en tenien cinc o més. 158 habitatges disposaven pel capbaix d'una plaça de pàrquing. A 66 habitatges hi havia un automòbil i a 114 n'hi havia dos o més.

### Piràmide de població
La piràmide de població per edats i sexe el 2009 era:
| Homes | Edats   | Dones |
| ----- | ------- | ----- |
| 0     | 95 o +  | 0     |
| 0     | 90 a 94 | 0     |
| 4     | 85 a 89 | 4     |
| 0     | 80 a 84 | 0     |
| 4     | 75 a 79 | 4     |
| 12    | 70 a 74 | 12    |
| 32    | 65 a 69 | 8     |
| 12    | 60 a 64 | 20    |
| 28    | 55 a 59 | 32    |
| 16    | 50 a 54 | 12    |
| 20    | 45 a 49 | 4     |
| 16    | 40 a 44 | 28    |
| 4     | 35 a 39 | 16    |
| 12    | 30 a 34 | 20    |
| 12    | 25 a 29 | 4     |
| 8     | 20 a 24 | 4     |
| 24    | 15 a 19 | 4     |
| 8     | 10 a 14 | 8     |
| 8     | 5 a 9   | 12    |
| 8     | 0 a 4   | 12    |

## Economia
El 2007 la població en edat de treballar era de 289 persones, 216 eren actives i 73 eren inactives. De les 216 persones actives 200 estaven ocupades (106 homes i 94 dones) i 16 estaven aturades (3 homes i 13 dones). De les 73 persones inactives 42 estaven jubilades, 12 estaven estudiant i 19 estaven classificades com a «altres inactius».

### Ingressos
El 2009 a Arbignieu hi havia 194 unitats fiscals que integraven 470,5 persones, la mediana anual d'ingressos fiscals per persona era de 20.547 €.

### Activitats econòmiques
Dels 11 establiments que hi havia el 2007, 1 era d'una empresa extractiva, 2 d'empreses de fabricació d'altres productes industrials, 4 d'empreses de construcció, 3 d'empreses de serveis i 1 d'una entitat de l'administració pública.
Dels 2 establiments de servei als particulars que hi havia el 2009, 1 era un paleta i 1 fusteria.
L'any 2000 a Arbignieu hi havia 14 explotacions agrícoles que ocupaven un total de 168 hectàrees.

## Equipaments sanitaris i escolars
El 2009 hi havia una escola elemental.

## Poblacions més properes
El següent diagrama mostra les poblacions més properes.